# Kreis Lumnezia/Lugnez
| Lumnezia/Lugnez           | Lumnezia/Lugnez   |
| ------------------------- | ----------------- |
| Lumnezia/Lugnez           |                   |
| Basisdaten                |                   |
| Staat:                    | Schweiz           |
| Kanton:                   | Graubünden (GR)   |
| Bezirk:                   | Surselva          |
| Hauptort:                 | Vals              |
| Fläche:                   | 335.37 km²        |
| Einwohner:                | 3158 (31.12.2009) |
| Bevölkerungsdichte:       | 9 Einw. pro km²   |
| Aufgehoben am:            | 31. Dezember 2015 |
| Karte                     |                   |
| Karte von Lumnezia/Lugnez |                   |

Der Kreis Lumnezia/Lugnez bildete bis am 31. Dezember 2015 zusammen mit den Kreisen Disentis, Ilanz, Ruis und Safien den Bezirk Surselva des Kantons Graubünden in der Schweiz. Durch die Bündner Gebietsreform wurden die Kreise aufgehoben und bilden heute die Region Surselva.

## Gemeinden
Der Kreis setzte sich aus folgenden Gemeinden zusammen:
| Wappen   | Name der Gemeinde | Einwohner (Dez. 2009) | Fläche in km² | BFS-Nr |
| -------- | ----------------- | --------------------- | ------------- | ------ |
| Lumnezia | Lumnezia          | 2072                  | 159,81        | 3618   |
| Vals     | Vals              | 949                   | 175,56        | 3603   |

## Veränderungen im Gemeindebestand seit 2000

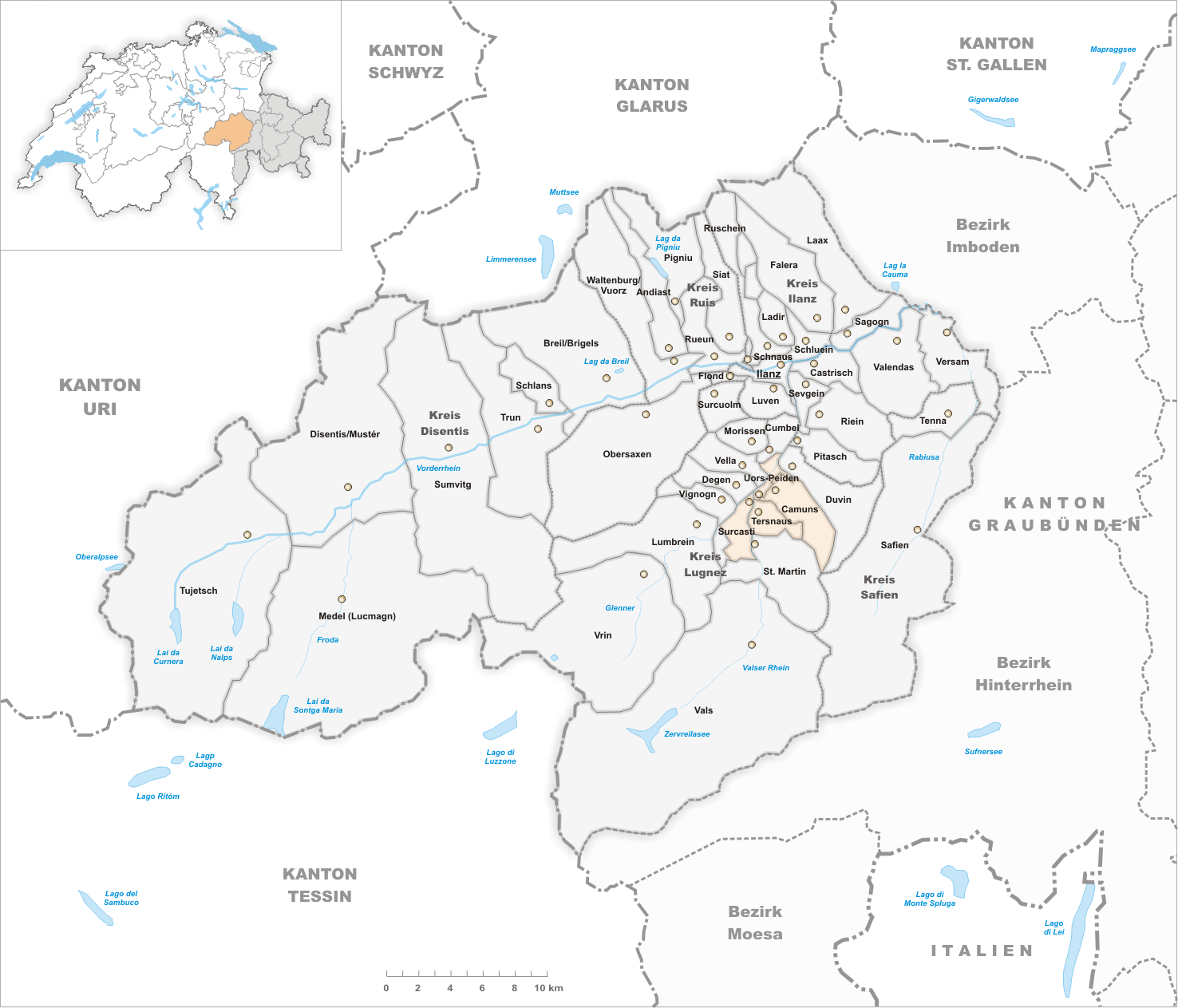
Gemeinden bis 2001
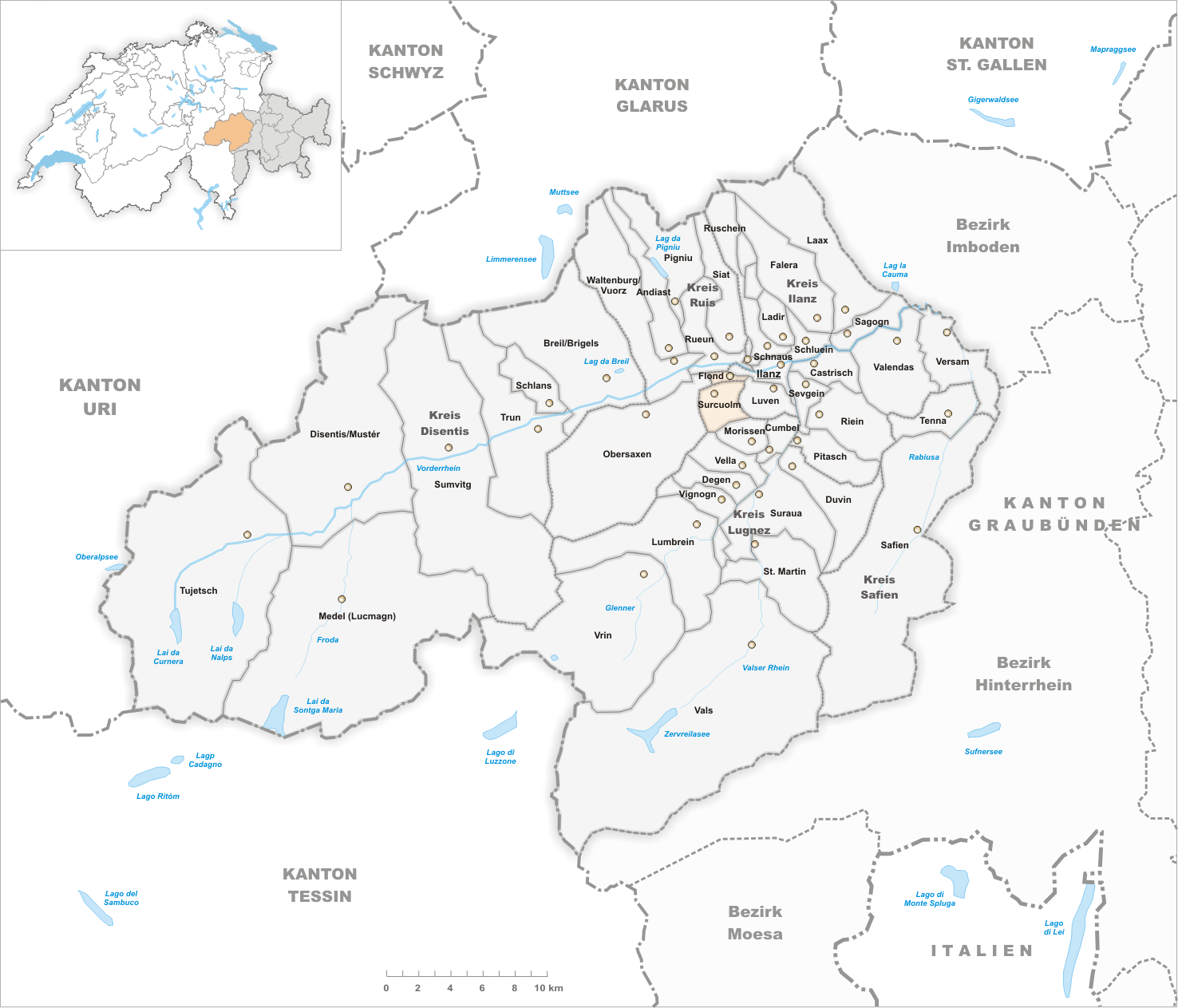
Gemeinden bis 2008
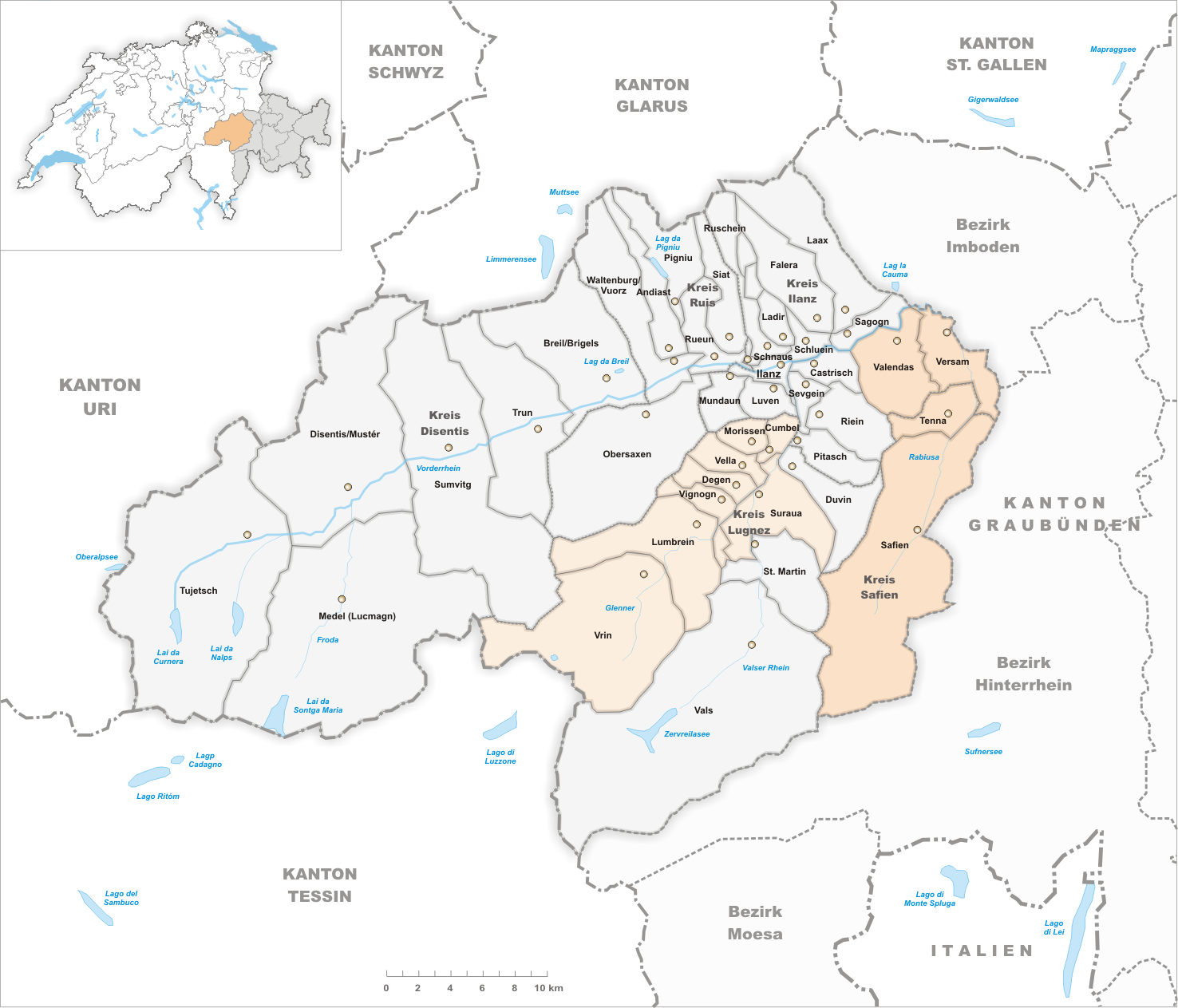
Gemeinden bis 2012
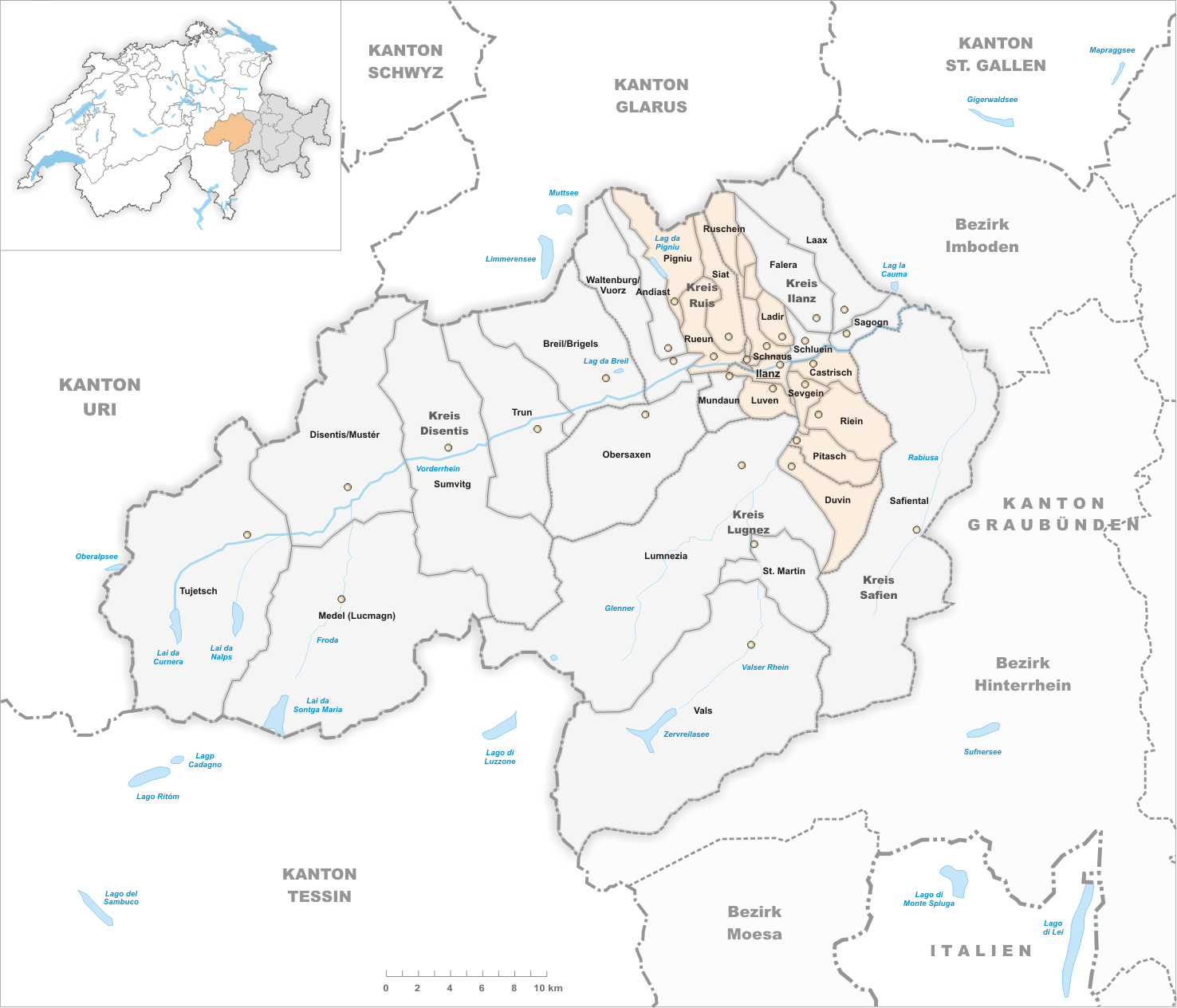
Gemeinden bis 2013
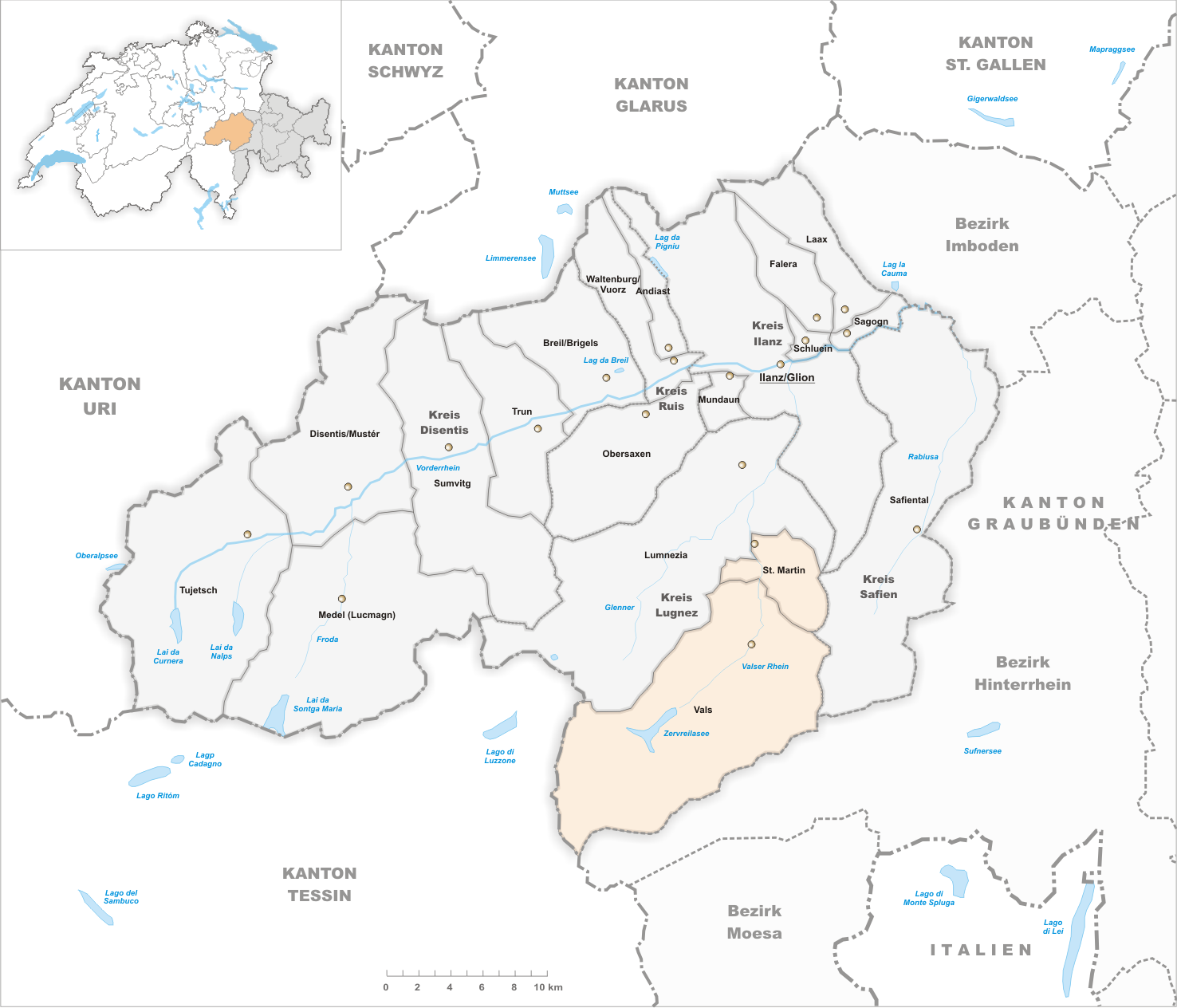
Gemeinden bis 2014

### Fusionen
- 2002: Camuns, Surcasti, Tersnaus und Uors-Peiden → Suraua
- 2009: Flond und Surcuolm → Mundaun
- 2013: Cumbel, Degen, Lumbrein, Morissen, Suraua, Vignogn Vella und Vrin → Lumnezia
- 2014: Castrisch, Duvin, Ilanz, Ladir, Luven, Pigniu, Pitasch, Riein, Rueun, Ruschein, Schnaus, Sevgein  und Siat → Ilanz/Glion
- 2015: St. Martin und Vals → Vals